# Premier League 2017/2018
Soutěžní ročník Premier League 2017/18 byl 26. ročníkem Premier League, tedy anglické nejvyšší fotbalové ligy. Soutěž byla započata 11. srpna 2017 a poslední kolo se odehrálo 13. května 2018. Titul z předchozí sezóny držela londýnská Chelsea. Ročník 2017/18 však vyhrál Manchester City, který získal již svůj 3 titul v éře Premier League. Jistotu ligového prvenství získal již v 33. kole. V sezóně, ve které získali 100 bodů, překonali spoustu rekordů v éře Premier League: zisk nejvíce bodů (100), nejvíce výher (32), nejvíce výher venku (16), nejvíce vstřelených gólů (106), nejvíce po sobě jdoucích ligových výher (18), nejvyšší rozdíl ve skóre (+79), nejméně odehraných minut, při kterém klub v sezóně prohrával (153 minut) a největší náskok na druhý tým v lize (19 bodů).

## Složení ligy v ročníku 2017/18
Soutěže se již tradičně účastnilo 20 celků. K prvním sedmnácti z minulého ročníku se připojili nováčci Newcastle United a Brighton & Hove Albion, kteří si účast zajistili již v základní části předcházejícího ročníku EFL Championship, a Huddersfield Town, který si účast vybojoval vítězstvím v play off. Opačným směrem putovala mužstva Hullu City, Middlesbrough a Sunderlandu.
| Klub                   | 2016/17          | Město               | Stadión            |
| ---------------------- | ---------------- | ------------------- | ------------------ |
| Chelsea                | Zlatá medaile    | Londýn              | Stamford Bridge    |
| Tottenham Hotspur      | Stříbrná medaile | Londýn              | Wembley Stadium    |
| Manchester City        | Bronzová medaile | Manchester          | Etihad Stadium     |
| Liverpool              | 4.               | Liverpool           | Anfield            |
| Arsenal                | 5.               | Londýn              | Emirates Stadium   |
| Manchester United      | 6.               | Manchester          | Old Trafford       |
| Everton                | 7.               | Liverpool           | Goodison Park      |
| Southampton            | 8.               | Southampton         | St Mary's Stadium  |
| Bournemouth            | 9.               | Bournemouth         | Dean Court         |
| West Bromwich Albion   | 10.              | West Bromwich       | The Hawthorns      |
| West Ham United        | 11.              | Londýn              | London Stadium     |
| Leicester City         | 12.              | Leicester           | King Power Stadium |
| Stoke City             | 13.              | Stoke-on-Trent      | Bet365 Stadium     |
| Crystal Palace         | 14.              | Londýn              | Selhurst Park      |
| Swansea City           | 15.              | Swansea             | Liberty Stadium    |
| Burnley                | 16.              | Burnley             | Turf Moor          |
| Watford                | 17.              | Watford             | Vicarage Road      |
| Newcastle United       | Championship     | Newcastle upon Tyne | St James' Park     |
| Brighton & Hove Albion | Championship     | Brighton            | Falmer Stadium     |
| Huddersfield Town      | Championship     | Huddersfield        | Kirklees Stadium   |

### Realizační týmy a dresy
| Klub                   | Trenér              | Kapitán          | Výrobce dresu | Sponzor dresu (hrudník) | Sponzor dresu (rukáv) |
| ---------------------- | ------------------- | ---------------- | ------------- | ----------------------- | --------------------- |
| Arsenal                | Arsène Wenger       | Per Mertesacker  | Puma          | Emirates                | n/a                   |
| Bournemouth            | Eddie Howe          | Simon Francis    | Umbro         | M88                     | Mansion Group         |
| Brighton & Hove Albion | Chris Hughton       | Bruno            | Nike          | American Express        | JD                    |
| Burnley                | Sean Dyche          | Tom Heaton       | Puma          | Dafabet                 | Golf Clash            |
| Chelsea                | Antonio Conte       | Gary Cahill      | Nike          | Yokohama Tyres          | Alliance Tyres        |
| Crystal Palace         | Roy Hodgson         | Jason Puncheon   | Macron        | ManBetX                 | Dongqiudi             |
| Everton                | Sam Allardyce       | Phil Jagielka    | Umbro         | SportPesa               | Angry Birds           |
| Huddersfield Town      | David Wagner        | Tommy Smith      | Puma          | OPE Sports              | PURE Legal            |
| Leicester City         | Claude Puel         | Wes Morgan       | Puma          | King Power              | Siam Commercial Bank  |
| Liverpool              | Jürgen Klopp        | Jordan Henderson | New Balance   | Standard Chartered      | Western Union         |
| Manchester City        | Pep Guardiola       | Vincent Kompany  | Nike          | Etihad Airways          | Nexen Tire            |
| Manchester United      | José Mourinho       | Michael Carrick  | Adidas        | Chevrolet               | n/a                   |
| Newcastle United       | Rafael Benítez      | Jamaal Lascelles | Puma          | Fun88                   | MRF Tyres             |
| Southampton            | Mark Hughes         | Steven Davis     | Under Armour  | Virgin Media            | Virgin Media          |
| Stoke City             | Paul Lambert        | Ryan Shawcross   | Macron        | bet365                  | Top Eleven            |
| Swansea City           | Carlos Carvalhal    | Àngel Rangel     | Joma          | Letou                   | Barracuda Networks    |
| Tottenham Hotspur      | Mauricio Pochettino | Hugo Lloris      | Nike          | AIA                     | n/a                   |
| Watford                | Javi Gracia         | Troy Deeney      | Adidas        | FxPro                   | 138.com               |
| West Bromwich Albion   | Darren Moore        | Jonny Evans      | Adidas        | Palm                    | 12BET                 |
| West Ham United        | David Moyes         | Mark Noble       | Umbro         | Betway                  | MRF Tyres             |

### Trenérské změny
| Klub                 | Odcházející trenér  | Důvod odchodu   | Datum odchodu      | Pozice v tabulce | Příchozí trenér     | Datum příchodu     |
| -------------------- | ------------------- | --------------- | ------------------ | ---------------- | ------------------- | ------------------ |
| Watford              | Walter Mazzarri     | Vzájemná dohoda | 21. května 2017    | Před sezonou     | Marco Silva         | 27. května 2017    |
| Crystal Palace       | Sam Allardyce       | Rezignace       | 23. května 2017    | Před sezonou     | Frank de Boer       | 26. června 2017    |
| Southampton          | Claude Puel         | Vyhozen         | 14. června 2017    | Před sezonou     | Mauricio Pellegrino | 23. června 2017    |
| Crystal Palace       | Frank de Boer       | Vyhozen         | 11. září 2017      | 19. místo        | Roy Hodgson         | 12. září 2017      |
| Leicester City       | Craig Shakespeare   | Vyhozen         | 17. října 2017     | 18. místo        | Claude Puel         | 25. října 2017     |
| Everton              | Ronald Koeman       | Vyhozen         | 23. října 2017     | 18. místo        | Sam Allardyce       | 30. listopadu 2017 |
| West Ham United      | Slaven Bilić        | Vyhozen         | 6. listopadu 2017  | 18. místo        | David Moyes         | 7. listopadu 2017  |
| West Bromwich Albion | Tony Pulis          | Vyhozen         | 20. listopadu 2017 | 17. místo        | Alan Pardew         | 29. listopadu 2017 |
| Swansea City         | Paul Clement        | Vyhozen         | 20. prosince 2017  | 20. místo        | Carlos Carvalhal    | 28. prosince 2017  |
| Stoke City           | Mark Hughes         | Vyhozen         | 6. ledna 2018      | 18. místo        | Paul Lambert        | 15. ledna 2018     |
| Watford              | Marco Silva         | Vyhozen         | 21. ledna 2018     | 10. místo        | Javi Gracia         | 21. ledna 2018     |
| Southampton          | Mauricio Pellegrino | Vyhozen         | 12. března 2018    | 17. místo        | Mark Hughes         | 14. března 2018    |
| West Bromwich Albion | Alan Pardew         | Vzájemná dohoda | 2. dubna 2018      | 20. místo        | Darren Moore        | 2. dubna 2018      |

## Tabulka
| Poř. | Tým                      | Z  | V  | R  | P  | VG  | OG | B   |
| ---- | ------------------------ | -- | -- | -- | -- | --- | -- | --- |
| 1.   | Manchester City (C)      | 38 | 32 | 4  | 2  | 106 | 27 | 100 |
| 2.   | Manchester United        | 38 | 25 | 6  | 7  | 68  | 28 | 81  |
| 3.   | Tottenham Hotspur        | 38 | 23 | 8  | 7  | 74  | 36 | 77  |
| 4.   | Liverpool                | 38 | 21 | 12 | 5  | 84  | 38 | 75  |
| 5.   | Chelsea                  | 38 | 21 | 7  | 10 | 62  | 38 | 70  |
| 6.   | Arsenal                  | 38 | 19 | 6  | 13 | 74  | 51 | 63  |
| 7.   | Burnley                  | 38 | 14 | 12 | 12 | 36  | 39 | 54  |
| 8.   | Everton                  | 38 | 13 | 10 | 15 | 44  | 58 | 49  |
| 9.   | Leicester City           | 38 | 12 | 11 | 15 | 56  | 60 | 47  |
| 10.  | Newcastle United         | 38 | 12 | 8  | 18 | 39  | 47 | 44  |
| 11.  | Crystal Palace           | 38 | 11 | 11 | 16 | 45  | 55 | 44  |
| 12.  | Bournemouth              | 38 | 11 | 11 | 16 | 45  | 61 | 44  |
| 13.  | West Ham United          | 38 | 10 | 12 | 16 | 48  | 68 | 42  |
| 14.  | Watford                  | 38 | 11 | 8  | 19 | 44  | 64 | 41  |
| 15.  | Brighton & Hove Albion   | 38 | 9  | 13 | 16 | 34  | 54 | 40  |
| 16.  | Huddersfield Town        | 38 | 9  | 10 | 19 | 28  | 58 | 37  |
| 17.  | Southampton              | 38 | 7  | 15 | 16 | 37  | 56 | 36  |
| 18.  | Swansea City (R)         | 38 | 8  | 9  | 21 | 28  | 56 | 33  |
| 19.  | Stoke City (R)           | 38 | 7  | 12 | 19 | 35  | 68 | 33  |
| 20.  | West Bromwich Albion (R) | 38 | 6  | 13 | 19 | 31  | 56 | 31  |

|  | Přímý postup do Ligy Mistrů         |
|  | Přímý postup do Evropské Ligy       |
|  | Postup do 2. předkola Evropské Ligy |
|  | Sestup do EFL Championship          |

Poznámky
1. 1 2  Jelikož vítěz ligového poháru FA Cupu Chelsea a vítěz EFL Cupu Manchester City se kvalifikovali do evropských pohárů i z ligy, tak jejich místo v evropských pohárech připadlo 6. a 7. týmu anglické ligy.

## Statistiky

### Střelci

#### Nejlepší střelci

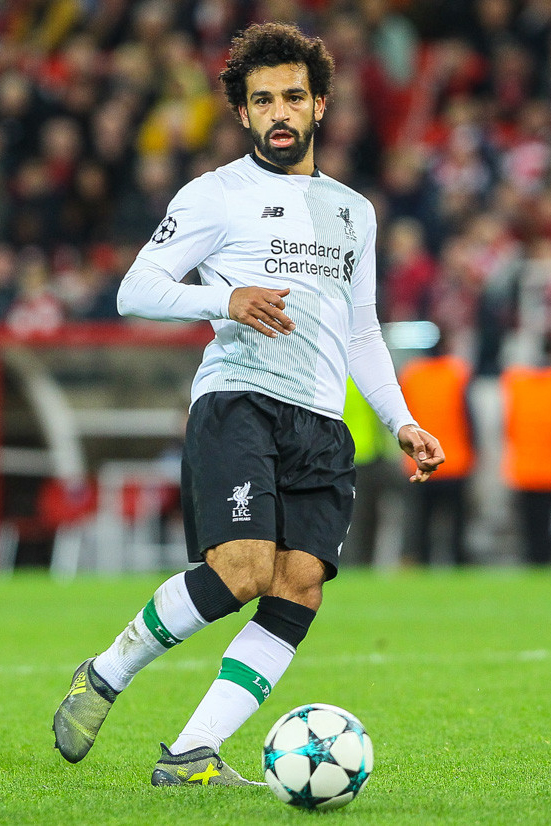
Mohamed Salah vyhrál ocenění Premier League Golden Boot poté, co vstřelil 32 gólů v sezóně.

|     | Hráč                | Klub                   | Góly |
| --- | ------------------- | ---------------------- | ---- |
| 1.  | Mohamed Salah       | Liverpool              | 32   |
| 2.  | Harry Kane          | Tottenham Hotspur      | 30   |
| 3.  | Sergio Agüero       | Manchester City        | 21   |
| 4.  | Jamie Vardy         | Leicester City         | 20   |
| 5.  | Raheem Sterling     | Manchester City        | 18   |
| 6.  | Romelu Lukaku       | Manchester United      | 16   |
| 7.  | Roberto Firmino     | Liverpool              | 15   |
| 8.  | Alexandre Lacazette | Arsenal                | 14   |
| 9.  | Gabriel Jesus       | Manchester City        | 13   |
| 10. | Eden Hazard         | Chelsea                | 12   |
| 10. | Rijád Mahriz        | Leicester City         | 12   |
| 10. | Glenn Murray        | Brighton & Hove Albion | 12   |
| 10. | Son Hung-min        | Tottenham Hotspur      | 12   |

#### Hattricky

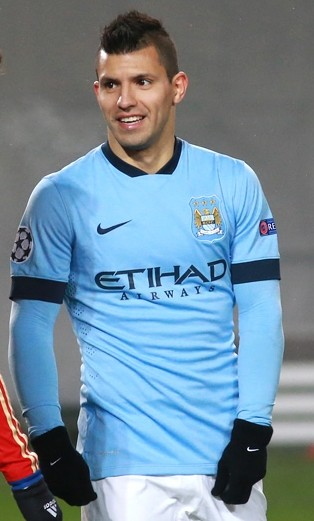
Sergio Agüero vstřelil v této sezóně tři hattricky jako jediný hráč.

| Hráč           | Klub              | Soupeř            | Skóre   | Datum              | Ref.    |
| -------------- | ----------------- | ----------------- | ------- | ------------------ | ------- |
| Sergio Agüero  | Manchester City   | Watford           | 6:0 (H) | 16. září 2017      | [ 101 ] |
| Álvaro Morata  | Chelsea           | Stoke City        | 4:0 (H) | 23. září 2017      | [ 102 ] |
| Callum Wilson  | Bournemouth       | Huddersfield Town | 4:0 (D) | 18. listopadu 2017 | [ 103 ] |
| Wayne Rooney   | Everton           | West Ham United   | 4:0 (D) | 29. listopadu 2017 | [ 104 ] |
| Harry Kane     | Tottenham Hotspur | Burnley           | 3:0 (H) | 23. prosince 2017  | [ 105 ] |
| Harry Kane     | Tottenham Hotspur | Southampton       | 5:2 (D) | 26. prosince 2017  | [ 106 ] |
| Sergio Agüero  | Manchester City   | Newcastle United  | 3:1 (D) | 20. ledna 2018     | [ 107 ] |
| Aaron Ramsey   | Arsenal           | Everton           | 5:1 (D) | 3. února 2018      | [ 108 ] |
| Sergio Agüero4 | Manchester City   | Leicester City    | 5:1 (D) | 10. února 2018     | [ 109 ] |
| Mohamed Salah4 | Liverpool         | Watford           | 5:0 (D) | 17. března 2018    | [ 110 ] |

Poznámky
4 Hráč vstřelil 4 góly
(D) – Domácí tým
(H) – Hostující tým

#### Nejlepší asistenti

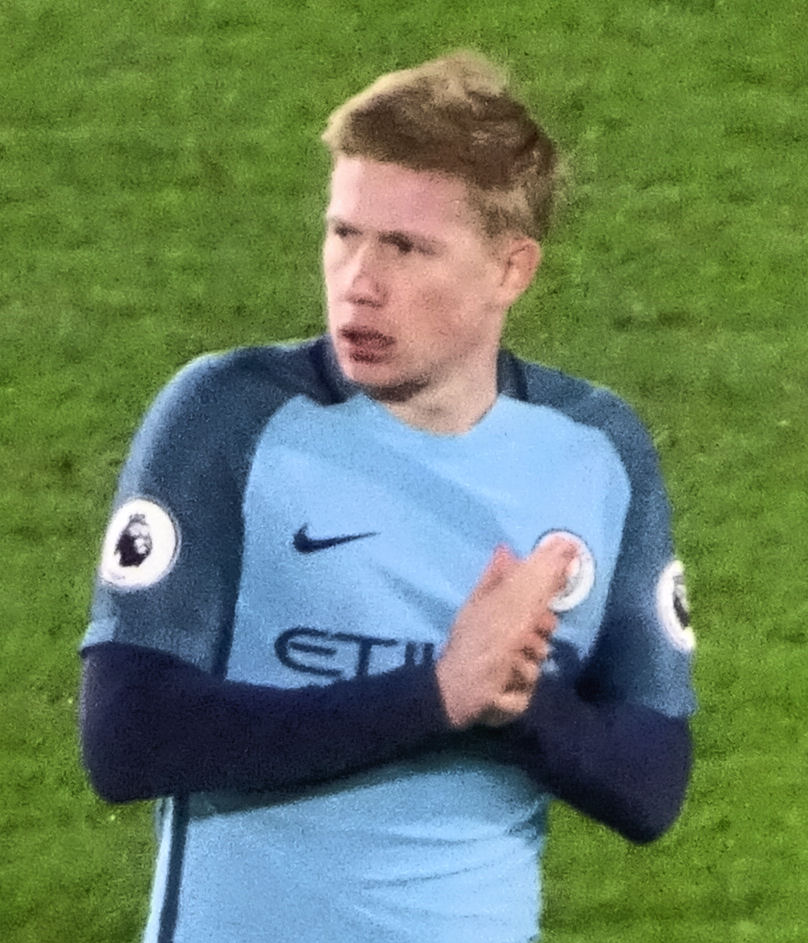
Kevin De Bruyne asistoval na 15 gólů a získal ocenění Premier League Playmaker of the Season.

|     | Hráč               | Klub                      | Asistence |
| --- | ------------------ | ------------------------- | --------- |
| 1.  | Kevin De Bruyne    | Manchester City           | 16        |
| 2.  | Leroy Sané         | Manchester City           | 15        |
| 3.  | David Silva        | Manchester City           | 11        |
| 3.  | Raheem Sterling    | Manchester City           | 11        |
| 5.  | Dele Alli          | Tottenham Hotspur         | 10        |
| 5.  | Christian Eriksen  | Tottenham Hotspur         | 10        |
| 5.  | Mohamed Salah      | Liverpool                 | 10        |
| 5.  | Paul Pogba         | Manchester United         | 10        |
| 5.  | Rijád Mahriz       | Leicester City            | 10        |
| 10. | Henrich Mchitarjan | Manchester United/Arsenal | 9         |

### Čistá konta

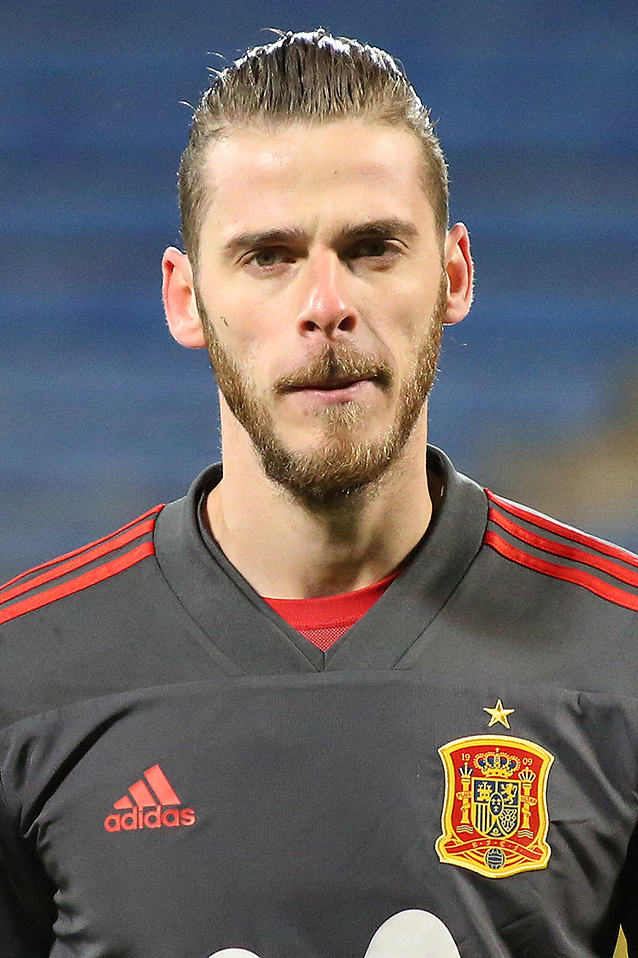
David de Gea vyhrál Zlatou rukavici Premier League, když vychytal 18 čistých kont v dresu Manchesteru United.

|    | Hráč             | Klub                   | Čistá konta |
| -- | ---------------- | ---------------------- | ----------- |
| 1. | David de Gea     | Manchester United      | 18          |
| 2. | Ederson          | Manchester City        | 16          |
| 3. | Thibaut Courtois | Chelsea                | 15          |
| 3. | Hugo Lloris      | Tottenham Hotspur      | 15          |
| 5. | Petr Čech        | Arsenal                | 11          |
| 5. | Nick Pope        | Burnley                | 11          |
| 7. | Ben Foster       | West Bromwich Albion   | 10          |
| 7. | Loris Karius     | Liverpool              | 10          |
| 7. | Jonas Lössl      | Huddersfield Town      | 10          |
| 7. | Jordan Pickford  | Everton                | 10          |
| 7. | Mathew Ryan      | Brighton & Hove Albion | 10          |

### Disciplína

#### Hráči
- Nejvíce žlutých karet: 11[113]
  -  Oriol Romeu (Southampton)
- Nejvíce červených karet: 2[114]
  -  Wilfred Ndidi (Leicester City)
  -  Jonjo Shelvey (Newcastle United)

#### Klub
- Nejvíce žlutých karet: 73[115]
  - West Bromwich Albion
  - West Ham United

- Nejvíce červených karet: 5[116]
  - Leicester City

## Ocenění

### Měsíční
| Měsíc    | Trenér měsíce | Trenér měsíce          | Hráč měsíce   | Hráč měsíce       | Gól měsíce        | Gól měsíce        | Reference               |
| Měsíc    | Trenér        | Klub                   | Hráč          | Klub              | Hráč              | Klub              | Reference               |
| -------- | ------------- | ---------------------- | ------------- | ----------------- | ----------------- | ----------------- | ----------------------- |
| Srpen    | David Wagner  | Huddersfield Town      | Sadio Mané    | Liverpool         | Charlie Daniels   | Bournemouth       | [ 117 ] [ 118 ] [ 119 ] |
| Září     | Pep Guardiola | Manchester City        | Harry Kane    | Tottenham Hotspur | Antonio Valencia  | Manchester United | [ 120 ] [ 121 ] [ 122 ] |
| Říjen    | Pep Guardiola | Manchester City        | Leroy Sané    | Manchester City   | Sofiane Boufal    | Southampton       | [ 123 ] [ 124 ] [ 125 ] |
| Listopad | Pep Guardiola | Manchester City        | Mohamed Salah | Liverpool         | Wayne Rooney      | Everton           | [ 126 ] [ 127 ] [ 128 ] |
| Prosinec | Pep Guardiola | Manchester City        | Harry Kane    | Tottenham Hotspur | Jermain Defoe     | Bournemouth       | [ 129 ] [ 130 ] [ 131 ] |
| Leden    | Eddie Howe    | Bournemouth            | Sergio Agüero | Manchester City   | Willian           | Chelsea           | [ 132 ] [ 133 ] [ 134 ] |
| Únor     | Chris Hughton | Brighton & Hove Albion | Mohamed Salah | Liverpool         | Victor Wanyama    | Tottenham Hotspur | [ 135 ] [ 136 ] [ 137 ] |
| Březen   | Sean Dyche    | Burnley                | Mohamed Salah | Liverpool         | Jamie Vardy       | Leicester City    | [ 138 ] [ 139 ] [ 140 ] |
| Duben    | Darren Moore  | West Bromwich Albion   | Wilfried Zaha | Crystal Palace    | Christian Eriksen | Tottenham Hotspur | [ 141 ] [ 142 ] [ 143 ] |

### Roční ocenění
| Ocenění                              | Vítěz          | Klub            |
| ------------------------------------ | -------------- | --------------- |
| Premier League Manager of the Season | Pep Guardiola  | Manchester City |
| Premier League Player of the Season  | Mohamed Salah  | Liverpool       |
| Premier League Goal of the Season    | Sofiane Boufal | Southampton     |
| PFA Players' Player of the Year      | Mohamed Salah  | Liverpool       |
| PFA Young Player of the Year         | Leroy Sané     | Manchester City |
| Hráč roku dle FWA                    | Mohamed Salah  | Liverpool       |
| PFA Fans' Player of the Year         | Mohamed Salah  | Liverpool       |

| PFA Team of the Year | PFA Team of the Year                  | PFA Team of the Year                  | PFA Team of the Year                  | PFA Team of the Year                  | PFA Team of the Year               | PFA Team of the Year               | PFA Team of the Year               | PFA Team of the Year               | PFA Team of the Year               | PFA Team of the Year             | PFA Team of the Year             | PFA Team of the Year             |
| -------------------- | ------------------------------------- | ------------------------------------- | ------------------------------------- | ------------------------------------- | ---------------------------------- | ---------------------------------- | ---------------------------------- | ---------------------------------- | ---------------------------------- | -------------------------------- | -------------------------------- | -------------------------------- |
| Brankář              | David de Gea (Manchester United)      | David de Gea (Manchester United)      | David de Gea (Manchester United)      | David de Gea (Manchester United)      | David de Gea (Manchester United)   | David de Gea (Manchester United)   | David de Gea (Manchester United)   | David de Gea (Manchester United)   | David de Gea (Manchester United)   | David de Gea (Manchester United) | David de Gea (Manchester United) | David de Gea (Manchester United) |
| Obránci              | Kyle Walker (Manchester City)         | Kyle Walker (Manchester City)         | Kyle Walker (Manchester City)         | Nicolás Otamendi (Manchester City)    | Nicolás Otamendi (Manchester City) | Nicolás Otamendi (Manchester City) | Jan Vertonghen (Tottenham Hotspur) | Jan Vertonghen (Tottenham Hotspur) | Jan Vertonghen (Tottenham Hotspur) | Marcos Alonso (Chelsea)          | Marcos Alonso (Chelsea)          | Marcos Alonso (Chelsea)          |
| Záložníci            | Christian Eriksen (Tottenham Hotspur) | Christian Eriksen (Tottenham Hotspur) | Christian Eriksen (Tottenham Hotspur) | Christian Eriksen (Tottenham Hotspur) | Kevin De Bruyne (Manchester City)  | Kevin De Bruyne (Manchester City)  | Kevin De Bruyne (Manchester City)  | Kevin De Bruyne (Manchester City)  | David Silva (Manchester City)      | David Silva (Manchester City)    | David Silva (Manchester City)    | David Silva (Manchester City)    |
| Útočníci             | Mohamed Salah (Liverpool)             | Mohamed Salah (Liverpool)             | Mohamed Salah (Liverpool)             | Mohamed Salah (Liverpool)             | Harry Kane (Tottenham Hotspur)     | Harry Kane (Tottenham Hotspur)     | Harry Kane (Tottenham Hotspur)     | Harry Kane (Tottenham Hotspur)     | Sergio Agüero (Manchester City)    | Sergio Agüero (Manchester City)  | Sergio Agüero (Manchester City)  | Sergio Agüero (Manchester City)  |

## Vítěz
| Premier League 2017/18 Manchester City (3. titul) |